# Абзар иясе
Абза́р иясе́ («хозяин хлева», «дворовый», «сарайник») — у татар и турок — дух, обитающий во дворе или в хлеву.
Считалось, что по ночам абзар иясё иногда показывается в облике человека или какого-либо животного. Некоторых домашних животных он любит, кормит, а других — преследует. Поэтому считалось, что от нелюбимой абзар иясё скотины необходимо избавиться, иначе она всё равно погибнет.
Абзар иясе часто отождествлялся с ой иясе, а также у разных групп западносибирских татар — с Мал иясе, Занги баба (Санги), Пэша ана. Как и с домовым, с Абзар иясе нужно соблюдать хорошие отношения, угождать ему и временами умилостивлять его. Существует поверья, что абзар иясе помогает хорошим людям и предупреждает их ночью при отёлах коров, при пожарах или при несчастьях — будит их стуком в окно. Иногда заплетает косы на гривах лошадей. Каждый абзар иясе по-своему любит разных животных и делит их по масти. Если ему не нравятся животные чёрной масти, то он выживает их.
У касимовских татар считалось, что абзар иясе следовало предупреждать покашливанием перед входом в хлев. У кряшен практиковалось принесение «хлевнику» жертвы в виде годовалого телёнка, причём чаще всего чёрной масти.